# Tihad Sportif Club
Maillots
Le Tihad Sportif Club (en arabe : نادي الاتحاد الرياضي), plus couramment abrégé en TSC, est un ancien club marocain omnisports fondé en 1936, dont sa section de football est disparue en 2003 après la fusion avec le FUS de Rabat.
Le club existe encore avec ses autres disciplines, toujours basé dans la ville de Casablanca.

## Histoire
Son entraîneur emblématique se nommait Larbi Zaouli.
Le club continue à exister dans d'autres sections, notamment les sections basket-ball,volley-ball et plus récemment Futsal.